# Campionato svizzero di hockey su pista
Il campionato svizzero di hockey su pista è posto sotto l'egida della Federazione Svizzera di hockey su rotelle ed è suddiviso in leghe. La Lega Nazionale A è il massimo campionato hockeystico della Svizzera per importanza ed è seguito per gerarchia dalla Lega Nazionale B e dalla Lega Nazionale C. Questi sono tutti campionati dilettantistici.

## Divisioni
- Lega Nazionale A
- Lega Nazionale B
- Lega Nazionale C

Riassumendo, il campionato è così schematizzato:
| Livello           | Divisione                          | Divisione                          |
| ----------------- | ---------------------------------- | ---------------------------------- |
| 1 Lega amatoriale | Lega Nazionale A 10 squadre        | Lega Nazionale A 10 squadre        |
| 2 Lega amatoriale | Lega Nazionale B 8 squadre         | Lega Nazionale B 8 squadre         |
| 3 Lega amatoriale | Lega Nazionale C Gr. 1 - 6 squadre | Lega Nazionale C Gr. 2 - 6 squadre |

## Evoluzione del campionato svizzero
|             | 1910 - 1911      | 1912 - 1914      | 1924 - 1952      | 1952 - 1955      | 1956 - 1999      | 1999 - 2000      | 2000 - 2005        | dal 2005         |
| ----------- | ---------------- | ---------------- | ---------------- | ---------------- | ---------------- | ---------------- | ------------------ | ---------------- |
| I livello   | Lega Nazionale A | Lega Nazionale A | Lega Nazionale A | Lega Nazionale A | Lega Nazionale A | Lega Nazionale A | Lega Nazionale A   | Lega Nazionale A |
| II livello  |                  |                  |                  | Lega Nazionale B | Lega Nazionale B | Lega Nazionale B | Lega Nazionale B   | Lega Nazionale B |
| III livello |                  |                  |                  |                  |                  | Prima Lega       | Prima Lega         | Lega Nazionale C |
| IV livello  |                  |                  |                  |                  |                  |                  | Campionato Riserve |                  |